# غوردون ويست
غوردون ويست (7 أغسطس 1923 - 2002)  (بالإنجليزية: Gordon West)‏ هو لاعب كريكت بريطاني وبريطاني (وحمل سابقاً جنسية المملكة المتحدة لبريطانيا العظمى وأيرلندا).